# Brian De Palma

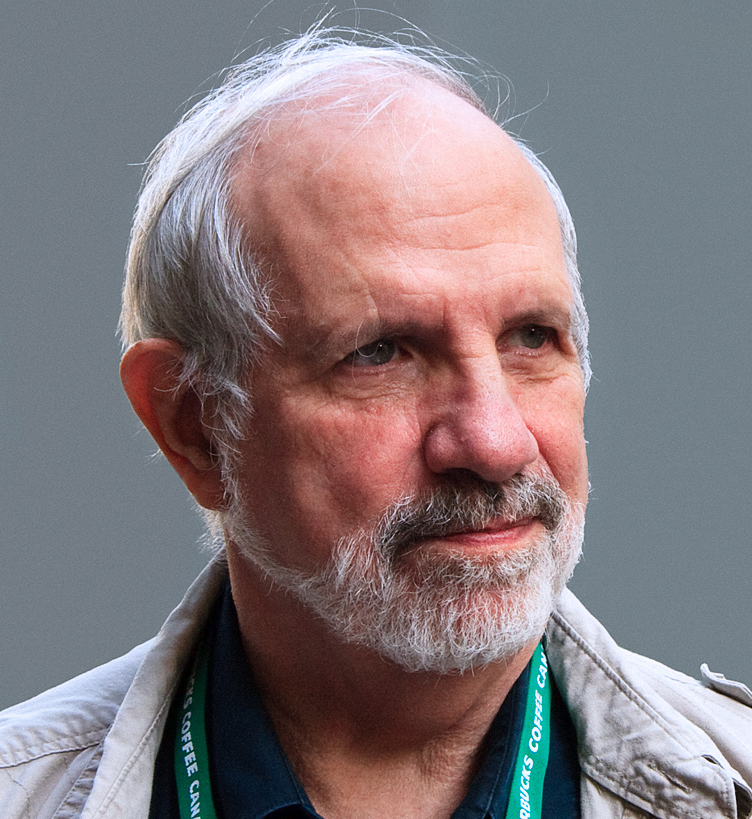
Brian De Palma (2009)

Brian De Palma (* 11. September 1940 als James Giacinto De Palma jr. in Newark, New Jersey) ist ein US-amerikanischer Filmregisseur.

## Leben
Brian De Palma, dessen Familie italienische Wurzeln hat, wuchs in Philadelphia, Pennsylvania und New Hampshire auf. Er begann an der Columbia-Universität in New York, an der er bald Mitglied einer Studententheatergruppe wurde, ein Studium der Physik. Dort begann er, sich mit Film zu beschäftigen und erste Kurzfilme zu drehen. Er brach das Physikstudium ab und wechselte als einer der ersten männlichen Studenten an das Sarah Lawrence College in Bronxville, welches einen Schwerpunkt in darstellender Kunst hatte. Ein Stipendium verschaffte ihm der 16-mm-Film Wotan’s Wake (1962). Mitte der 1960er Jahre entstand in Zusammenarbeit mit Wilford Leach und Cynthia Munroe sein erster Spielfilm The Wedding Party, der aber erst 1969 veröffentlicht wurde.
Brian De Palma war dreimal verheiratet. Seine erste Ehefrau war die Schauspielerin Nancy Allen, mit der er von 1979 bis 1983 verheiratet war. Danach folgte die Ehe mit Gale Anne Hurd, mit welcher er ein gemeinsames Kind hat. Von 1995 bis 1997 war De Palma mit Darnell Gregorio-De Palma verheiratet; auch aus dieser Beziehung ging ein Kind hervor.
2015 wurde der von Noah Baumbach und Jake Paltrow inszenierte Dokumentarfilm De Palma veröffentlicht, in dem De Palma über seine Arbeit als Regisseur und Drehbuchautor berichtet.

## Werk
In seinen Filmen geht es um Spannung, Mord, Besessenheit und psychische Störungen. Immer wiederkehrende Themen und Motive in seinen Filmen sind Voyeurismus und Überwachung, Doppelgänger, multiple Persönlichkeiten und Gewalt.

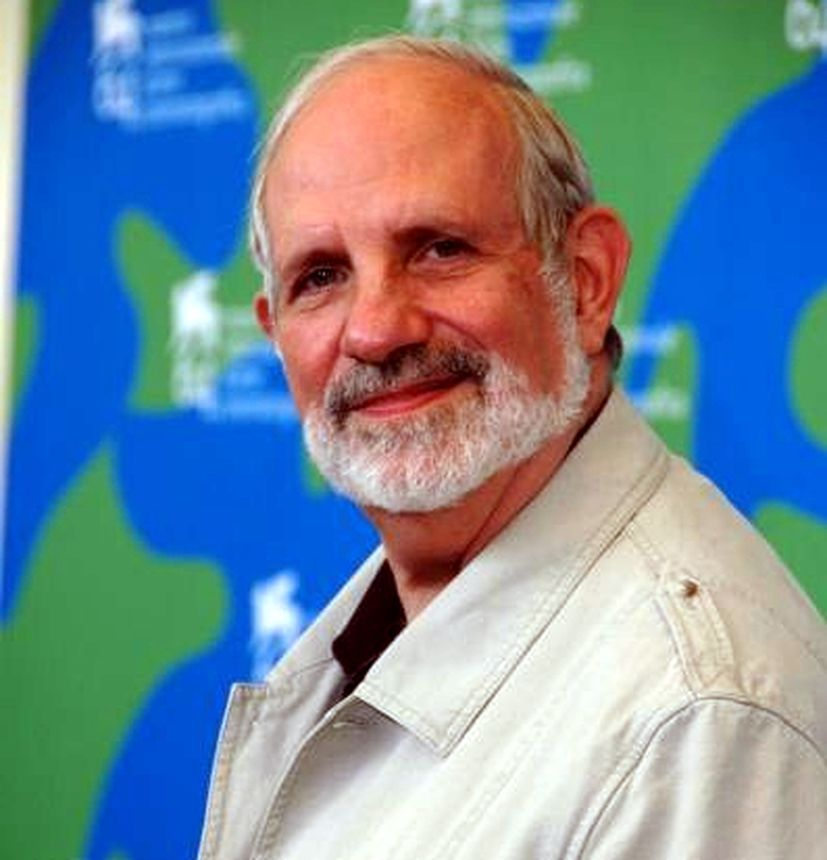
Brian De Palma in Venedig, 2007

De Palma bezieht sich in sehr vielen seiner Filme auf Alfred Hitchcock. So orientiert sich De Palma in seinen Thrillern an Grundthemen und Motiven von Hitchcock-Filmen, zitiert Szenen und greift auf viele Strategien der filmischen Erzählung wie Plansequenzen und Nahaufnahmen in ähnlicher Weise wie Hitchcock zurück. Die Zitate werden besonders in De Palmas Thrillern wie Schwarzer Engel (1976), Dressed to Kill (1980) und Der Tod kommt zweimal (1984) deutlich, in denen er nicht nur die Grunderzählung und Filmstruktur von Filmen Hitchcocks übernimmt (in Reihenfolge: Vertigo – Aus dem Reich der Toten (1958), Psycho (1960), Das Fenster zum Hof (1954)), sondern auch Szenen, Einstellungen und Kamerasperspektiven deutlich zitiert. Eine Verbindung zwischen den Filmen De Palmas und seinem selbsterklärten Vorbild Hitchcock wird in fast jeder Filmkritik zu seinen Filmen aufgegriffen. Negative Kritiken beziehen sich dabei oft auf den häufig vorgebrachten Vorwurf des Hitchcock-Epigonen. Positive Kritiken bescheinigen De Palmas Filmen dagegen oftmals eine ebenbürtige filmische Qualität und stellen De Palmas Bezüge zu Hitchcock als positiv dar: So schrieb Roger Ebert in seiner Filmkritik zu Femme Fatale, dass „es nicht nur so ist, dass De Palma bisweilen im Stil Hitchcocks arbeitet, er hat auch den Mut dazu“.
Filmtechnisch ist De Palma vor allem durch den ausgiebigen Einsatz der Steadicam bekannt. Der sogenannte „Establishing Shot“ in Spiel auf Zeit führt beispielsweise mit nur einer, sehr elaborierten Kamerafahrt das gesamte Ensemble der Akteure ein. Eine ähnlich lange Kamerafahrt sieht man auch in seinem Film Mein Bruder Kain. De Palma hat als Erster den Split Screen als spannungserzeugendes filmtechnisches Mittel konsequent genutzt und auf diese Technik immer wieder zurückgegriffen (vgl. z. B. Sisters und Femme Fatale).
Seinen ersten großen Erfolg feierte De Palma 1976 mit dem Horrorthriller Carrie – Des Satans jüngste Tochter, der auf dem Buch Carrie von Stephen King basiert. In den folgenden Jahren drehte er eine Reihe von weiteren Thrillern. Große Erfolge bei Kritik und Publikum feierte er vor allem mit den zwei Gangsterfilmen Scarface und The Untouchables – Die Unbestechlichen Mitte der 1980er Jahre und 1996 mit Mission: Impossible. De Palma wurde zwischen 1981 und 2001 allerdings auch fünfmal für die Goldene Himbeere als schlechtester Regisseur des Jahres nominiert. Nach der Verfilmung des James-Ellroy-Romans Die schwarze Dahlie im Jahr 2006 machte De Palma mit Redacted (2007) wieder auf sich aufmerksam. Die Geschichte vom Alltag eines amerikanischen Grenzpostens im Irak, der mit der Vergewaltigung und Ermordung eines irakischen Mädchens und dessen Familie konfrontiert wird, füllte der Filmemacher mit Material aus Videobildern, Überwachungskameras und Material aus YouTube und iChat auf. Redacted feierte seine Welturaufführung auf den 64. Filmfestspielen von Venedig, wo er im Wettbewerb um den Goldenen Löwen vertreten war und als Mitfavorit gehandelt wurde. Zwar ging der Hauptpreis an Ang Lee für seinen Beitrag Gefahr und Begierde, doch wurde De Palma mit dem Silbernen Löwen für die beste Regie ausgezeichnet.
2012 stellte De Palma die Arbeit an Passion fertig, einem Remake des französischen Thrillers Liebe und Intrigen. Der Film mit Rachel McAdams, Noomi Rapace, Paul Anderson und Karoline Herfurth erhielt im selben Jahr eine Einladung für den Wettbewerb der 69. Filmfestspiele von Venedig und kam am 2. Mai 2013 in die deutschen Kinos. Sein darauffolgender Spielfilm, der Thriller Domino – A Story of Revenge  mit Nikolaj Coster-Waldau und Carice van Houten, wurde 2019 in den USA zeitgleich mit einem limitierten Kinostart bereits im Internet als Video-on-Demand-Angebot veröffentlicht, und auch im Vereinigten Königreich erschien er nur auf DVD. De Palma selbst bezeichnete die Arbeit an dem Film als äußerst negative und von großen Problemen begleitete Erfahrung.

## Filmografie (Auswahl)
- 1960: Icarus (Kurzfilm)

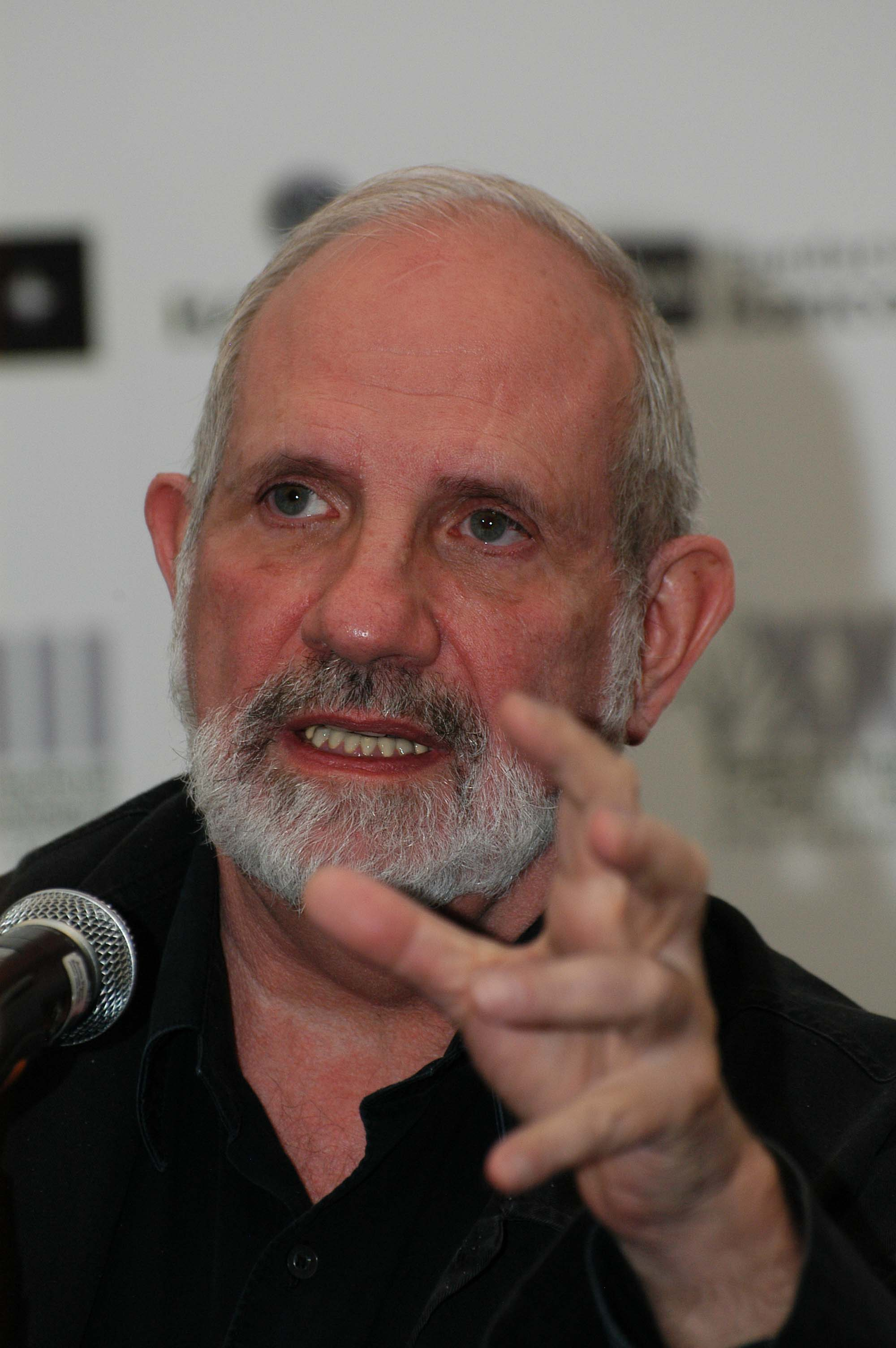
De Palma in Guadalajara, 2008

- 1961: 660124: The Story of an IBM Card (Kurzfilm)
- 1962: Wotons Wake (Kurzfilm)
- 1964: Jennifer (Kurzfilm)
- 1966: Show Me a Strong Town and I’ll Show You a Strong Bank (Kurzfilm)
- 1966: The Responsive Eye (Dokumentation)
- 1968: Murder à la Mod
- 1968: Greetings
- 1969: The Wedding Party
- 1970: Hi, Mom!
- 1972: Hilfe, ich habe Erfolg! (Get to Know Your Rabbit)
- 1973: Die Schwestern des Bösen (Sisters)
- 1974: Das Phantom im Paradies (Phantom of the Paradise)
- 1976: Schwarzer Engel (Obsession)
- 1976: Carrie – Des Satans jüngste Tochter (Carrie), nach dem Roman Carrie von Stephen King
- 1978: Teufelskreis Alpha (The Fury)
- 1979: Home Movies – Wie du mir, so ich dir (Home Movies)
- 1980: Dressed to Kill
- 1981: Blow Out – Der Tod löscht alle Spuren (Blow Out)
- 1983: Scarface
- 1984: Der Tod kommt zweimal (Body Double)
- 1986: Wise Guys – Zwei Superpflaumen in der Unterwelt (Wise Guys)
- 1987: The Untouchables – Die Unbestechlichen (The Untouchables)
- 1989: Die Verdammten des Krieges (Casualties of War)
- 1990: Fegefeuer der Eitelkeiten (The Bonfire of the Vanities)
- 1992: Mein Bruder Kain (Raising Cain)
- 1993: Carlito’s Way
- 1996: Mission: Impossible
- 1998: Spiel auf Zeit (Snake Eyes)
- 2000: Mission to Mars
- 2002: Femme Fatale
- 2006: The Black Dahlia
- 2007: Redacted
- 2012: Passion
- 2019: Domino – A Story of Revenge (Domino)

## Musikvideos
- 1984: Frankie Goes to Hollywood – Relax (Body Double Version)
- 1985: Bruce Springsteen – Dancing in the Dark
- 1986: Bob Seger & The Silver Bullet Band – American Storm (co-Regie mit James Yukich)

## Auszeichnungen
- Avoriaz Fantastic Film Festival 1975: Grand Prize für Das Phantom im Paradies
- Avoriaz Fantastic Film Festival 1977: Grand Prize für Carrie – Des Satans jüngste Tochter
- Internationale Filmfestspiele Berlin 1969: Silberner Bär für Greetings[4]
- Blue Ribbon Award 1988: Preis für den besten (ausländischen) Film für Die Unbestechlichen
- Internationale Filmfestspiele von Venedig 2007: Silberner Löwe als bester Regisseur für Redacted

## Brian De Palma als literarische Figur
- Wolfgang Bauer: Das Lächeln des Brian De Palma (1988, Schauspiel in zwei Akten; erschienen in: Wolfgang Bauer: Werke, Bd. 8: Schauspiele 1988–1995. Graz: Droschl 1996, S. 11–56)